# Free jazz
Free jazz – nurt w jazzie nowoczesnym, który powstał i rozwinął się w latach 60. XX wieku.

## Termin

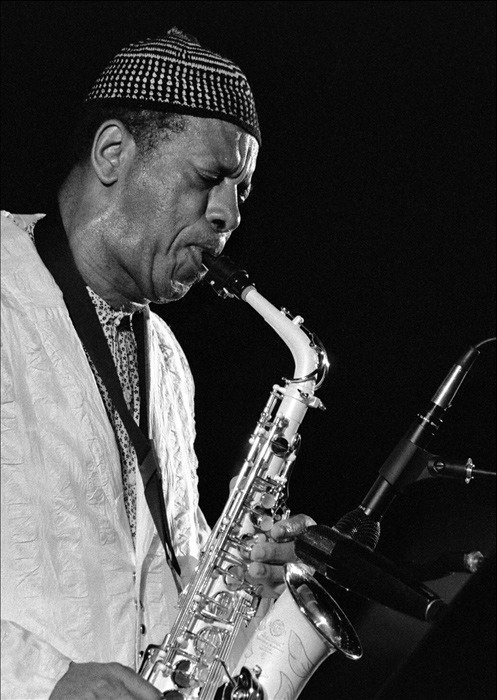
Ornette Coleman

W latach 50. jazz został uznany za jeden z głównych elementów amerykańskiej kultury. Stał się tym samym narodowym dobrem i obok filmu był głównym czynnikiem amerykańskiej ekspansji kulturalnej. Szła ona w dwóch kierunkach: propagowanie Ameryki, amerykańskiego stylu życia (tym samym i amerykańskich wartości) i amerykańskiej kultury w krajach „trzeciego świata” oraz rozmiękczanie krajów demokracji ludowej za „żelazną kurtyną”. Jako dobro narodowe jazz został skanonizowany przez krytyków muzycznych, głównie jazzowych. Oni decydowali, co jest dobrym jazzem, co jest złym jazzem i co w ogóle nie jest jazzem.
Wszelkie działania usiłujące poszerzyć idiom jazzu, a więc wykraczające poza kanon były natychmiast krytykowane i deprecjonowane. Mimo tego, poszukujący muzycy: Ornette Coleman, Cecil Taylor, John Coltrane, Sun Ra i później Albert Ayler, Archie Shepp, Bill Dixon, Pharoah Sanders, Marion Brown, Muhal Richard Abrams, Roscoe Mitchell, Joseph Jarman i inni – zdecydowali się na łamanie ustanowionych reguł.
Pod koniec lat 50. ich działalność określana była mianem New Thing (Nowa Rzecz). Znany krytyk muzyczny i krytyk nowego jazzu Leonard Feather zaproponował termin cosa nova (nowa sprawa), który kojarzył się z cosa nostra i nabierał negatywnego znaczenia przez skojarzenie z mafią. Jeszcze bardziej negatywnym określeniem był termin zaproponowany przez Stanleya Dance’a – nouvelle gauche, który więcej mówił o jego twórcy, niż o muzyce, którą miał określać. Oba te terminy się nie przyjęły.
Ostatecznie nazwa nowego stylu została utworzona od tytułu płyty Ornette’a Colemana Free Jazz: A Collective Improvisation nagranej 21 grudnia 1960 roku. To właśnie Ornette Coleman uważany jest za twórcę free jazzu.

## Powstanie free jazzu

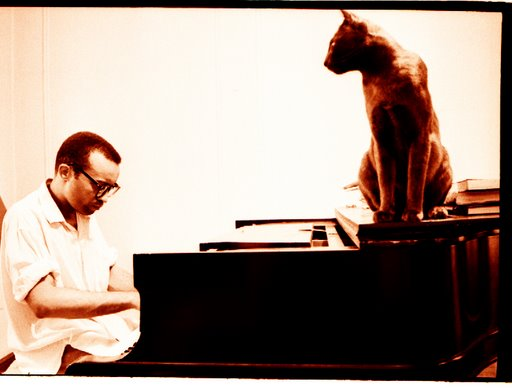
Cecil Taylor

Chociaż pewne elementy stylistyczne, które mogły prowadzić do free jazzu, można znaleźć w twórczości takich indywidualnych muzyków jak Sidney Bechet, Ben Webster, Lennie Tristano, to trudno ich uważać za prekursorów czy pionierów tego stylu. Dotyczy to także takich kompozytorów jak Igor Strawinski, Arnold Schönberg i John Cage.
Pewnego bodźca, zwłaszcza związanego z możliwościami poszerzania zakresu tego, co nazywano jazzem, dostarczyli muzycy bebopowi, zwłaszcza Charlie Parker, Dizzy Gillespie i Thelonious Monk, chociaż be bop stał się ostatnim stylem jazzu po pewnym czasie i nie bez przeszkód zaakceptowanym przez krytyków i włączonym do kanonicznego jazzu.
Dużą rolę odegrało dwóch całkowicie różnych muzyków: Charles Mingus i John Coltrane. Mingus jeszcze w latach 50. wypracował nową koncepcję kolektywnej improwizacji, która okazała się później zasadnicza dla powstania free jazzu. Jednak sam Mingus był zdeklarowanym przeciwnikiem free jazzu. John Coltrane zaczął swoje modalne eksperymenty w pierwszej połowie lat 60. – razem z Erikiem Dolphym – jednak po fali krytyki zrezygnował z nich. Powrócił do nich ponownie, po sukcesie Colemana i Aylera.
Dużą rolę odegrał także poeta, krytyk jazzowy, pisarz i radykalny działacz – Everett LeRoi Jones (Amiri Baraka). Był gorącym propagatorem i obrońcą ruchu Black Power w latach 60., z którym kojarzy się „nową czarną muzykę” (New Black Music) – zasadniczo był to free jazz. Afroamerykanie zdominowali free jazz w takim stopniu, że biali muzycy byli po prostu naśladowcami. Jednak w zespołach Colemana i Aylera dużą rolę odgrywali biali basiści. Było to zbliżone do sytuacji w XVIII w., gdy np. niemieccy kompozytorzy tworzyli „włoskie” opery.
Właściwy free jazz, to wynik działalności Ornette’a Colemana i Cecila Taylora. Do nich dołączył „drugi rzut” muzyków takich jak np. Albert Ayler.
Ważną rolę w propagowaniu nowego jazzu odegrał magazyn Jazz Review. Pismo to zostało założone w 1958 r. i przetrwało do 1961 r. Pisali w nim tacy krytycy jak Martin Williams, Nat Hentoff i Gunther Schuller. Stosowali oni metody Nowej krytyki. Schuller był pionierem Trzeciego nurtu. Ambiwalencja ich działań wynikała z tego, że chociaż pozytywnie ustosunkowywali się do free jazzu i umieszczali go rejonach artystycznego (a nie komercyjnego) modernizmu, to jednak odrywali go od jego jazzowych źródeł porównując z nowoczesną muzyką symfoniczną.
Właśnie w tym magazynie Gunther Schuller umieścił w styczniu 1959 r. pierwszą obszerną analizę stylu gry Cecila Taylora, w której docenił jego muzykę porównując ją z twórczością kilku XX-wiecznych kompozytorów muzyki poważnej. Równocześnie rozzłościł samego Taylora podkreślając intelektualizację jego muzyki i wybitną technikę pianistyczną muzyka, redukując jej zawartość emocjonalną, która dla Taylora była ważniejsza. Analizowanie jego muzyki w związku z Trzecim nurtem, spowodowało separację Taylora od jego afroamerykańskiego kulturowego dziedzictwa. Odrzucony przez główny nurt jazzu i oderwany od swoich źródeł, Taylor przez kilka lat pozostawał na marginesie jazzu.
Jazz europejski był początkowo tylko i wyłącznie naśladownictwem jazzu amerykańskiego. Muzycy grali „jak Sonny Rollins” czy „jak John Coltrane”. Początki free jazzu w Europie także związane były z naśladownictwem muzyków afroamerykańskich, lecz – paradoksalnie – spowodowały wkrótce całkowitą emancypację jazzu europejskiego. Muzycy europejscy (a także np. japońscy) zaczęli tworzyć free jazz na swoich własnych prawach. Dopomogło w tym mocne nastawienie antyamerykańskie, które ujawniło się pod koniec lat. 60.

## Przedstawiciele
Inni najwybitniejsi przedstawiciele free jazzu: John Coltrane (który początkowo grał muzykę zaliczaną do stylu hard bop, w późniejszym okresie działalności, szczególnie od wydania w 1965 roku płyty Ascension, do śmierci w 1967 roku, był jednym z czołowych artystów free jazzu, jak i prekursorem tego gatunku, przez wielu fanów i krytyków uważany za największego artystę jazzu w ogóle), Don Cherry, Archie Shepp, Ornette Coleman, Cecil Taylor, Albert Ayler, Peter Brötzmann, Theo Jörgensmann, a w Polsce Tomasz Stańko, Andrzej Przybielski, Janusz Muniak, Antoni Gralak i big band Free Cooperation.

## Cechy stylistyczne
Free jazz charakteryzuje się pełną swobodą harmoniczną, kolektywną improwizacją, olbrzymią intensywnością wyrazu, polirytmicznością, inkorporowaniem wpływów muzyki etnicznej z różnych części świata, rozszerzeniem palety dźwięków muzycznych na zgrzyty, szmery itp.
Temat w utworze freejazzowym to zwykle zaledwie kilka nut. Muzycy nie podążają w improwizacjach zgodnie z wcześniej opracowanym schematem, aranżacją czy progresją akordów. Nie używa się tu również skal, jak w jazzie modalnym, lecz centrów tonalnych, które stanowią dla grających punkty orientacyjne w zespołowej improwizacji.
Zamiast określonego metrum we free jazzie występuje puls, który porządkuje krzyżujące się rytmy perkusji i innych instrumentów.
Zamiast swingu, jak w ewolucyjnie wcześniejszych formach jazzu, w jazzie free mamy kaskady dźwięków instrumentów prowadzących za sobą nieustanną interakcję.
Wbrew obiegowym opiniom free jazz nie ma nic wspólnego z chaosem muzycznym. Wymaga on od muzyków wirtuozerskich umiejętności, doskonałego porozumienia, dogłębnej znajomości każdego elementu jazzu.
Dla słuchaczy obcowanie z free jazzem jest muzyczną przygodą, gdy są oni świadkami rodzenia się i ewoluowania żywego, niepowtarzalnego dzieła.
Obecnie free jazz jest uznanym i często prezentowanym nurtem muzyki jazzowej. Jego elementy zostały włączone do głównego nurtu jazzu (post bopu). Także artyści jazzowej awangardy niezaliczani do nurtu free jazzu, zawdzięczają temu nurtowi bardzo wiele (Eric Dolphy, Charles Mingus, muzycy z kręgu AACM np. grupa Art Ensemble of Chicago, Anthony Braxton i inni.)
Przetworzone elementy free jazzu obecne są w post-Colemanowskim nurcie harmolodic (np. Ronald Shannon Jackson), czy w mocno funkującej muzyce M-Base zapoczątkowanej przez Steve’a Colemana.
Znaczny wpływ wywarł free jazz na awangardę rocka (Soft Machine, Frank Zappa, Captain Beefheart and His Magic Band, Gong, Fred Frith, King Crimson, Henry Cow i inni).